# Båulonjauratj
Båulonjauratj eller Fiehteresjaavretje är en sjö i Vilhelmina kommun i Lappland och ingår i Ångermanälvens huvudavrinningsområde. Sjön har en area på 0,149 kvadratkilometer och ligger 780 meter över havet. Båulonjauratjärn ligger i Vardo- Laster- och Fjällfjällen Natura 2000-område.

## Delavrinningsområde
Båulonjauratj ingår i det delavrinningsområde (724460-145331) som SMHI kallar för Utloppet av Båulonjauratjärn. Medelhöjden är 787 meter över havet och ytan är 0,66 kvadratkilometer. Det finns inga avrinningsområden uppströms utan avrinningsområdet är högsta punkten. Vattendraget som avvattnar avrinningsområdet har biflödesordning 3, vilket innebär att vattnet flödar genom totalt 3 vattendrag innan det når havet efter 465 kilometer. Avrinningsområdet består mestadels av skog (45 procent) och öppen mark (33 procent). Avrinningsområdet har 0,15 kvadratkilometer vattenytor vilket ger det en sjöprocent på 22,4 procent.